# Кэнтли, Льюис
Льюис Кэнтли (англ. Lewis Clayton Cantley; род. 20 февраля 1949, Чарлстон, Западная Виргиния) — американский учёный. Труды в основном посвящены биохимии и клеточной биологии. Известность принесли открытие и исследование фосфоинозитид-3-киназа, который играет важную роль в метаболизме рака и сахарного диабета.
Доктор философии (1975), профессор и директор онкоцентра Weill Cornell Medicine, член Национальных Академии наук (2001) и Медицинской академии (2014) США, Американской академии искусств и наук (1999) и Академии Американской ассоциации исследований рака (2014), а также EMBO (2015), фелло Американской ассоциации содействия развитию науки (2011).
Член редколлегии журнала Cell.
Окончил West Virginia Wesleyan College (бакалавр химии summa cum laude, 1971). В 1975 году получил степень доктора философии по биофизической химии в Корнеллском университете. Являлся постдоком в Гарварде, стал там ассистент-профессором. В 1985 году перешёл в Университет Тафтса, но в 1992 году возвратился в Гарвардскую медицинскую школу, член-основатель там кафедры системной биологии. В 2007-2012 гг. директор Beth Israel Deaconess Cancer Center. Затем в Weill Cornell Medicine.
Автор более 400 работ.

## Награды и отличия
- ASBMB[англ.] Avanti Award for Lipid Research (1998)
- Премия Генриха Виланда[нем.] (2000)
- Caledonian Prize, Эдинбургское королевское общество (2002)
- Pezcoller Foundation-AACR International Award for Extraordinary Achievement in Cancer Research (2005)
- Rolf Luft Award, шведский Каролинский институт (2009)
- Pasarow Award[англ.] (2011)
- Премия за прорыв в области медицины (2013)[13]
- Jacobaeus Prize, шведский Каролинский институт (2013)
- Hans Neurath Lecture (2013)
- AACR Princess Takamatsu Memorial Lectureship (2015)
- Ross Prize in Molecular Medicine (2015)
- Международная премия Гайрднера, Канада (2015)[14]
- AACI Distinguished Scientist Award (2015)
- Hope Funds Award of Excellence in Basic Science (2016)
- Премия Вольфа по медицине (2016)
- NCI Outstanding Investigator Award (2016)
- Clarivate Citation Laureate по физиологии и медицине (2017)
- Премия Луизы Гросс Хорвиц (2019)